# Joe Johnson
Joe Johnson   (Little Rock, 29 de juny de 1981) Joe Marcus Johnson és exjugador de bàsquet professional estatunidenc de l'NBA, anomenat " Iso Joe ", va jugar a bàsquet de secundària per a Little Rock Central High School i a bàsquet universitari per als Arkansas Razorbacks . Després de dos anys amb Arkansas, es va declarar per al draft de l'NBA de 2001 on va ser seleccionat en el desè lloc general pels Boston Celtics. Mesura 2,01 metres i pesa 102 kg.
Johnson és set vegades All-Star de l'NBA i també ha jugat als Phoenix Suns, Atlanta Hawks, Brooklyn Nets, Miami Heat, Utah Jazz i Houston Rockets, alhora que ha representat la selecció dels Estats Units . Mentre jugava als Hawks, es va guanyar el sobrenom d'"Iso Joe" per les seves habilitats en jugades d'aïllament. És un dels 50 jugadors de l'NBA que han anotat 20.000 punts en la seva carrera.

## Biografia
Nascut a Little Rock, Arkansas, Johnson va ser membre del William E. Thrasher Boys & Girls Club quan era jove i va assistir a Little Rock Central High School, una escola que havia produït altres atletes com Brooks Robinson i Bill Dickey del Saló de la Fama del beisbol, així com el jugador de futbol Fred Williams i l'entrenador de futbol col·legiat Houston Nutt. La seva temporada sènior a Central, Johnson va dirigir els Tigres al seu 18è campionat estatal i va ser nomenat Arkansas Mr. Basketball.
En la seva temporada de primer any a Arkansas el 1999-2000, Johnson va ser nomenat a l'equip SEC All-Freshman i a l'equip SEC All-Tournament després de promediar 16,0 punts, 5,7 rebots, 2,2 assistències i 2,0 robatoris per partit. Johnson va dirigir Arkansas al campionat del torneig de bàsquet masculí de la SEC 2000.
En la seva segona temporada el 2000–01, Johnson va ser nomenat per al segon equip de l'All-SEC i per a l'equip de tot el torneig de la SEC, alhora que va rebre una menció honorífica d'honors d'All-American. En 30 partits, va fer una mitjana de 14,2 punts, 6,4 rebots, 2,6 assistències i 1,4 robatoris per partit.
Provinent de la universitat d'Arkansas, va ser triat en la desena posició del draft de 2001 per Boston Celtics, des d'on sense haver jugat cap partit va ser traspassat als Phoenix Suns, on s'estigué fins al 2005, quan va ser traspassat a Atlanta Hawks.

## Carrera professional
Després de la seva segona temporada a Arkansas, Johnson es va declarar per al draft de l'NBA de 2001, on va ser seleccionat amb la desena selecció general pels Boston Celtics. Durant la primera meitat de la temporada 2001-02, Johnson va jugar 48 partits amb els Celtics i va fer 33 titulars, ja que va fer una mitjana de 6,3 punts, 2,9 rebots i 1,5 assistències per partit. Més tard va ser cedit als Phoenix Suns el 20 de febrer de 2002, juntament amb Randy Brown, Milt Palacio i una selecció de primera ronda a canvi de Rodney Rogers i Tony Delk.

### Phoenix Suns (2002–2005)
Johnson es va convertir en una força amb Phoenix, ja que va fer una mitjana de 14,0 punts per partit en les seves tres temporades i mitja amb els Suns, convertint-se en un tirador de tres punts, ja que va fer una mitjana del 39,3% de l'arc de tres punts durant el seu mandat amb els Suns.
Durant la campanya 2004–05, Johnson and the Suns van registrar un rècord de 62–20. La precisió de tres punts de Johnson va millorar dràsticament entre el 2004 i el 2005, disparant un 30,5% en tres el 2004 i un 47,8% el 2005, i disparant .556 als playoffs del 2005. En els playoffs de l'NBA de 2005, Johnson va requerir una cirurgia per reparar una fractura òssia orbital esquerra que va patir després d'un intent esmaixada contra els Dallas Mavericks a la segona ronda. Johnson es va perdre la resta de la sèrie contra els Mavericks així com els dos primers jocs de les Finals de la Conferència Oest contra els San Antonio Spurs. Quan va tornar, Johnson portava una màscara facial per protegir-se. Els Suns van caure davant l'eventual campió de l'NBA, els Spurs, 4 jocs a 1.

### Atlanta Hawks (2005-2012)

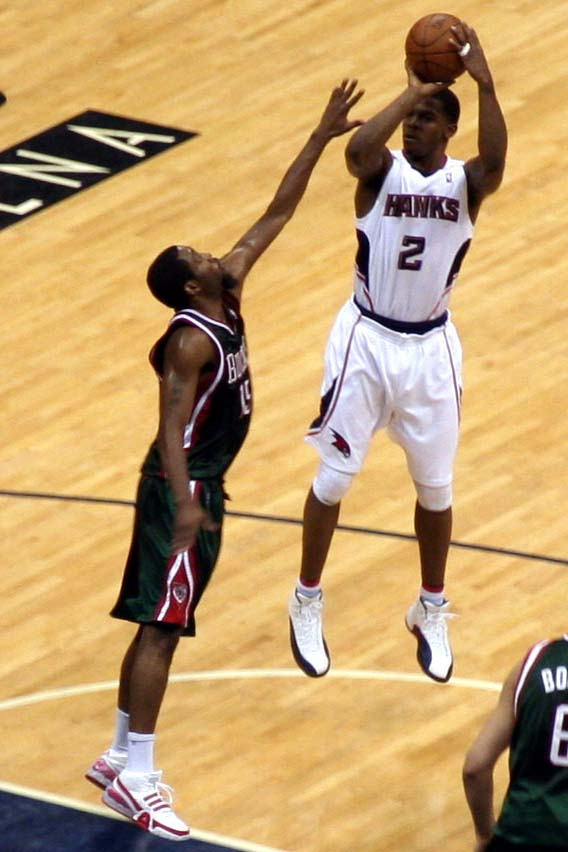
Johnson amb els Hawks el febrer de 2010, disparant sobre John Salmons dels Milwaukee Bucks

A l'estiu de 2005, Johnson es va convertir en un agent lliure restringit molt promocionat i va expressar el desig d'abandonar els Suns per assumir un paper més important als Atlanta Hawks. Johnson es va molestar amb les ofertes inicials de Phoenix per tornar-lo a signar sentint que estaven molt per sota del seu valor de mercat. Aquesta fractura finalment va fer que Johnson demanés que els Suns no coincidís amb l'oferta de 70 milions de dòlars d'Atlanta. El 19 d'agost de 2005, es va concretar un acord i Johnson va participar en un acord de signatura i intercanvi amb els Hawks per al futur company d'equip Boris Diaw i dues futures eleccions de primera ronda.
En la seva primera temporada com a Hawk, Johnson va liderar Atlanta en diverses categories: punts (20,2 per partit), assistències (6,5), robatoris (1,26), tirs de camp de tres punts fets (128) i minuts (40,7). Va ser un dels cinc jugadors de la lliga que va promediar almenys 20 punts i sis assistències la temporada 2005-06, juntament amb Allen Iverson, Dwyane Wade, LeBron James i Gilbert Arenas. Johnson també va ser l'únic Hawk que va jugar en els 82 partits de la temporada 2005-06.
Johnson va anotar un màxim de 42 punts el 7 de març de 2006 contra els Golden State Warriors i va registrar 17 assistències el 13 de març de 2006, contra els Milwaukee Bucks. Va registrar el seu primer triple-doble de la seva carrera l'1 de febrer de 2006, amb 15 punts, 10 rebots i 11 assistències contra els Charlotte Bobcats.
Johnson va continuar el seu desenvolupament a la temporada 2006-07, quan va fer una mitjana de 25,0 punts, 4,4 assistències, 4,2 rebots i 1,1 robatoris per partit. La seva mitjana de puntuació va ser novè a la lliga. Johnson també va disparar un 47,1%, el millor de la seva carrera, des del camp i posteriorment va ser nomenat a l'equip All-Star de la Conferència de l'Est de 2007, en substitució del lesionat Jason Kidd.
El 2008, Johnson va fer l'All-Star Game de 2008 com a reserva. També va ser nomenat Jugador del Mes de la Conferència Est dues vegades durant la temporada. Johnson va fer una mitjana de 21,7 punts per partit durant la temporada, portant els Hawks a la seva primera aparició als playoffs en nou anys. En el quart partit del partit de primera ronda dels Hawks contra els Boston Celtics, Johnson va anotar 35 punts, inclosos 20 al quart quart, portant els Hawks a una victòria per 97–92.
Tot i acabar amb el pitjor rècord (37–45) entre el contingent dels Playoffs de l'NBA de 2008, els Hawks van jugar molt igualats amb el molt afavorit i eventual campió de l'NBA Boston Celtics, portant el cap de sèrie número 1 de la Conferència Est fins al 7è partit. L'any va marcar un gir de pàgina per a la franquícia d'Atlanta, una vegada considerada entre les menys reeixides en esports professionals.
El 8 de juliol de 2010, Johnson va tornar a signar amb els Hawks a un contracte de sis anys i 123,7 milions de dòlars, que, en aquell moment, el va convertir en el jugador més ben pagat de l'NBA. El fitxatge es va produir durant un dels estius d'agència lliure amb més estrelles de la història de la lliga, destacat per l'especial de televisió "Decision" de LeBron James. Entre d'altres que van signar acords d'alt perfil, hi havia Chris Bosh, Dwyane Wade, Amar'e Stoudemire, Paul Pierce, Ray Allen i Dirk Nowitzki.

### Brooklyn Nets (2012-2016)
L'11 de juliol de 2012, Johnson va ser cedit als Brooklyn Nets a canvi de Jordan Farmar, Anthony Morrow, Jordan Williams, Johan Petro, DeShawn Stevenson i una selecció del draft de la primera ronda del 2013. Després d'un inici lent a la temporada 2012-13, Johnson va començar a reprendre el seu joc al desembre, amb un partit de 32 punts contra els Golden State Warriors el 7 de desembre i un batedor de timbre guanyador del partit en la doble pròrroga contra els Detroit Pistons el 14 de desembre. Després d'aconseguir 33 punts en una victòria fora de casa contra l'Oklahoma City Thunder el 2 de gener, va aconseguir un altre guanyador del partit en doble pròrroga dos dies després per vèncer als Washington Wizards . En una victòria per 113–111 sobre els Milwaukee Bucks el 19 de febrer, Johnson va fer el triple d'empat amb poc menys de tres segons per al final de la reglamentació i va passar a colpejar el tir de salt de pull-up guanyador del joc a la pròrroga. Amb aquesta victòria, els Nets van trencar una ratxa de tretze derrotes consecutives contra els Bucks. El següent partit que van jugar els Nets, Johnson es va lesionar el taló esquerre i es va veure obligat a perdre tres partits. Va tornar l'1 de març contra els Dallas Mavericks.
El 15 de novembre de 2013, Johnson va fer la seva primera cistella guanyadora de la temporada contra els Phoenix Suns mentre va entrar a una bandeja per donar als Nets la seva primera victòria a la carretera de la temporada 2013-14. El 16 de desembre de 2013, Johnson va registrar un màxim de 10 triples en una victòria per 130–94 sobre els Philadelphia 76ers. Al tercer quart, Johnson va anotar 29 punts en 10 de 13 tirs des del camp, inclosos 8 de 10 triples. El 2 de gener de 2014, després que els Nets caiguessin setze punts, Johnson va fer la seva segona cistella guanyadora de la temporada per portar els Nets a una victòria per 95–93 per donar a l'Oklahoma City Thunder la segona derrota a casa de la temporada. Johnson més tard va guanyar la seva setena selecció de jocs All-Star.
Només en el segon partit de la temporada 2014-15 l'1 de novembre, Johnson va anotar 34 punts, el màxim de la temporada, en 14 de 23 tirs per ajudar els Nets a derrotar als Detroit Pistons, 102-90. El 25 de febrer, en un partit contra els New Orleans Pelicans, es va convertir en el setè jugador de la història de l'NBA a registrar 18.000 punts en la seva carrera i 1.600 triples de la seva carrera realitzats.
El 14 de novembre de 2015, en una derrota davant els Golden State Warriors, Johnson va aparèixer en el seu partit 1.072 de la temporada regular de l'NBA, igualant a Michael Jordan al lloc 77 de la llista de tots els temps. El 28 de novembre, en una derrota davant els Cleveland Cavaliers, va ampliar la seva ratxa de fer almenys un gol de camp a 900 partits de temporada regular, la ratxa activa més llarga. Va ampliar aquesta ratxa a 919 partits el 6 de gener de 2016, en una derrota davant els Toronto Raptors. Tres dies després, va colpejar dos triples contra els Detroit Pistons, superant així a Peja Stojaković per l'11è a la llista de triples de la seva carrera. El 24 de gener, en una victòria contra l'Oklahoma City Thunder, es va convertir en el jugador número 31 de la història de l'NBA en arribar als 40.000 minuts. El 5 de febrer, va registrar els màxims de la temporada de 27 punts i 11 assistències en una victòria per 128-119 sobre els Sacramento Kings. El 8 de febrer, va anotar 12 punts i 8 assistències contra els Denver Nuggets, i va colpejar un triple per aixecar els Nets a una victòria de 105-104. En aquell partit, va superar a Scottie Pippen pel 52è lloc a la llista de gols de tots els temps de l'NBA. En el següent partit dos dies més tard, Johnson no va aconseguir anotar contra els Memphis Grizzlies, sense gols en un partit de temporada regular per primera vegada des del 6 de desembre de 2003, posant fi a la ratxa activa més llarga de l'NBA amb almenys un gol de camp. Va tenir una cistella en 937 partits seguits. El 25 de febrer, els Nets van renunciar a Johnson en un acord de compra.

### Miami Heat (2016)
El 27 de febrer de 2016, Johnson va signar amb el Miami Heat. L'endemà, va fer el seu debut i el primer titular dels Heat en una victòria per 98-81 sobre els New York Knicks, registrant 12 punts, tres rebots i tres assistències en 30 minuts. En el seu segon partit per als Heat l'1 de març contra els Chicago Bulls, Johnson va anotar 24 punts i va superar a Reggie Theus pel lloc 50 a la llista de gols de la carrera de l'NBA. El 12 de març, va anotar 28 punts, el màxim de la temporada, en una derrota per 112-104 a la pròrroga davant els Toronto Raptors. Johnson va ajudar els Heat a passar a la segona ronda dels playoffs, on van ser derrotats per 4–3 pels Raptors.

### Utah Jazz (2016-2018)
El 8 de juliol de 2016, Johnson va signar un contracte de dos anys i 22 milions de dòlars amb els Utah Jazz. Es va incorporar al Jazz amb la intenció de sortir de la banqueta darrere de Gordon Hayward. Però amb una lesió a Hayward durant la pretemporada, Johnson va ser introduït a l'alineació titular en la seva absència. Va fer el seu debut amb els Jazz en el seu primer partit de temporada el 25 d'octubre, anotant 29 punts, el màxim de l'equip, en una derrota per 113-104 davant els Portland Trail Blazers. Amb el retorn de Hayward a l'alineació el 6 de novembre per enfrontar-se als New York Knicks, Johnson va sortir de la banqueta per primera vegada des del 9 de desembre de 2003. El 8 de febrer de 2017, Johnson va destacar una actuació de 27 punts amb sis triples en vuit intents en una victòria per 127–94 sobre els New Orleans Pelicans. El 15 d'abril de 2017, Johnson va anotar un màxim de 21 punts des de la banqueta i va colpejar un flotador guanyador del joc al timbre per donar als Jazz una victòria per 97-95 sobre els Los Angeles Clippers en el primer partit de la seva sèrie de playoffs de la primera ronda. Vuit dies després, en el joc 4, Johnson va tornar a empatar els Jazz amb 28 punts des de la banqueta per donar-los una victòria per 105–98 i empatar la sèrie amb els Clippers per 2–2. Els Jazz van acabar eliminant els Clippers amb una victòria de 104–91 al Joc 7, tancant la sèrie de la primera ronda per 4–3 per aconseguir la primera victòria de la sèrie de postemporada de la franquícia des del 2010.
Johnson es va perdre 21 partits a principis de la temporada 2017-18 mentre es va fer front a una lesió al canell dret.
El 8 de febrer de 2018, Johnson va ser adquirit pels Sacramento Kings en un negoci de tres equips que implicava els Jazz i els Cleveland Cavaliers. Tres dies després, els Reis li van renunciar abans d'aparèixer en un joc per a ells.

### Houston Rockets (2018)
El 8 de febrer de 2018, Johnson va ser adquirit pels Sacramento Kings en un negoci de tres equips que implicava els Jazz i els Cleveland Cavaliers. Tres dies després, els Reis li van renunciar abans d'aparèixer en un joc per a ells. El 14 de febrer de 2018, Johnson va signar amb els Houston Rockets. Va fer el seu debut amb els Rockets més tard aquell dia, anotant nou punts en 31 minuts des de la banqueta en la victòria per 100–91 sobre els Sacramento Kings.

### Triplets Big3 i The Basketball Tournament (2019-present)
El març de 2019, Johnson va signar per jugar al BIG3. El 27 d'agost de 2019, Johnson va ser nomenat MVP de BIG3. L'1 de setembre de 2019, va guanyar el seu primer campionat BIG3 amb els Triplets, derrotant als Killer 3's .
El 19 de setembre de 2019, Johnson va tornar a l'NBA, signant amb els Detroit Pistons. Més tard, l'equip va renunciar a l'equip el 21 d'octubre de 2019, amb les retallades finals a la vista.
Johnson va competir per Overseas Elite al The Basketball Tournament 2020, ajudant-los a arribar a les semifinals. Va ser nomenat a l'equip All-Tournament.

### Carrera a la selecció nacional
El 5 de març de 2006, Johnson va ser un dels 23 jugadors de l'NBA nomenats a la selecció dels Estats Units 2006–08 i va jugar amb la selecció dels Estats Units al Campionat del Món FIBA de 2006 . Va ajudar els EUA a guanyar la medalla de bronze en derrotar a l'Argentina en el tercer lloc després de la derrota contra Grècia a les semifinals. En nou partits, Johnson va fer una mitjana de 7,3 punts.
El febrer de 2021, Johnson va ser seleccionat a la llista de 14 jugadors per a la ronda final de la classificació FIBA AmeriCup 2022. El 19 de febrer, va anotar 11 punts i va tenir el millor diferencial de més-25 de l'equip en una victòria per 93–77 sobre les Bahames. El 20 de febrer, va aconseguir 11 punts, 9 rebots, 7 assistències i 2 taps en la victòria per 96–75 contra Mèxic.

## Estadístiques de carrera de l'NBA

###### Temporada regular
====== 
| Any      | Equip    | PJ   | PT   | Min  | %TC   | %T3  | %TL  | RPP | APP | ROB | TPP | PPP  |
| -------- | -------- | ---- | ---- | ---- | ----- | ---- | ---- | --- | --- | --- | --- | ---- |
| 2001-02  | Boston   | 48   | 33   | 20.9 | .439  | .273 | .769 | 2.9 | 1.5 | .7  | .2  | 6.3  |
| 2001-02  | Phoenix  | 29   | 27   | 31.5 | .420  | .333 | .778 | 4.1 | 3.6 | .9  | .4  | 9.6  |
| 2002-03  | Phoenix  | 82   | 34   | 27.5 | .397  | .366 | .774 | 3.2 | 2.6 | .8  | .2  | 9.8  |
| 2003-04  | Phoenix  | 82   | 77   | 40.6 | .430  | .305 | .750 | 4.7 | 4.4 | 1.1 | .3  | 16.7 |
| 2004-05  | Phoenix  | 82   | 82*  | 39.5 | .461  | .478 | .750 | 5.1 | 3.5 | 1.0 | .3  | 17.1 |
| 2005-06  | Atlanta  | 82*  | 82*  | 40.7 | .453  | .356 | .791 | 4.1 | 6.5 | 1.3 | .4  | 20.2 |
| 2006-07  | Atlanta  | 57   | 57   | 41.4 | .471  | .381 | .748 | 4.2 | 4.4 | 1.1 | .2  | 25.0 |
| 2007-08  | Atlanta  | 82*  | 82*  | 40.8 | .432  | .381 | .834 | 4.5 | 5.8 | 1.0 | .2  | 21.7 |
| 2008-09  | Atlanta  | 79   | 79   | 39.5 | .437  | .360 | .826 | 4.4 | 5.8 | 1.1 | .2  | 21.4 |
| 2009-10  | Atlanta  | 76   | 76   | 38.0 | .458  | .369 | .818 | 4.6 | 4.9 | 1.1 | .1  | 21.3 |
| 2010-11  | Atlanta  | 72   | 72   | 35.5 | .443  | .297 | .802 | 4.0 | 4.7 | .7  | .1  | 18.2 |
| 2011-12  | Atlanta  | 60   | 60   | 35.5 | .454  | .388 | .849 | 3.7 | 3.9 | .8  | .2  | 18.8 |
| 2012-13  | Brooklyn | 72   | 72   | 36.7 | .423  | .375 | .820 | 3.0 | 3.5 | .7  | .2  | 16.3 |
| 2013-14  | Brooklyn | 79   | 79   | 32.6 | .454  | .401 | .815 | 3.4 | 2.7 | .6  | .1  | 15.8 |
| 2014-15  | Brooklyn | 80   | 80   | 34.9 | .435  | .359 | .801 | 4.8 | 3.7 | .7  | .2  | 14.4 |
| 2015-16  | Brooklyn | 57   | 57   | 33.9 | .406  | .371 | .852 | 3.9 | 4.1 | .7  | .0  | 11.8 |
| 2015-16  | Miami    | 24   | 24   | 32.1 | .518  | .417 | .765 | 2.8 | 3.6 | .9  | .1  | 13.4 |
| 2016-17  | Utah     | 78   | 14   | 23.6 | .436  | .411 | .818 | 3.1 | 1.8 | .5  | .2  | 9.2  |
| 2017-18  | Utah     | 32   | 3    | 21.9 | .420  | .274 | .833 | 3.3 | 1.4 | .4  | .2  | 7.3  |
| 2017-18  | Houston  | 23   | 1    | 22.0 | .381  | .279 | .952 | 2.8 | 1.7 | .3  | .0  | 6.0  |
| 2021-22  | Boston   | 1    | 0    | 2.0  | 1.000 | –    | –    | .0  | .0  | .0  | .0  | 2.0  |
| Career   | Career   | 1277 | 1091 | 34.6 | .441  | .371 | .802 | 4.0 | 3.9 | .8  | .2  | 16.0 |
| All-Star | All-Star | 6    | 1    | 16.8 | .390  | .310 | .000 | .8  | 1.3 | 1.2 | .0  | 8.8  |

Playoffs ======
| Any    | Equip    | PJ  | PT | Min  | %TC  | %T3  | %TL  | RPP | APP | ROB | TPP | PPP  |
| ------ | -------- | --- | -- | ---- | ---- | ---- | ---- | --- | --- | --- | --- | ---- |
| 2003   | Phoenix  | 6   | 0  | 27.3 | .275 | .154 | .400 | 4.3 | 1.3 | .7  | .3  | 5.3  |
| 2005   | Phoenix  | 9   | 9  | 39.4 | .504 | .556 | .697 | 4.3 | 3.3 | 1.1 | .4  | 18.8 |
| 2008   | Atlanta  | 7   | 7  | 39.3 | .409 | .444 | .909 | 3.9 | 4.0 | .3  | .0  | 20.0 |
| 2009   | Atlanta  | 11  | 11 | 39.0 | .417 | .353 | .622 | 4.5 | 3.5 | 1.3 | .0  | 16.4 |
| 2010   | Atlanta  | 11  | 11 | 40.0 | .387 | .220 | .810 | 5.1 | 5.0 | .9  | .3  | 17.9 |
| 2011   | Atlanta  | 12  | 12 | 41.4 | .439 | .429 | .810 | 4.6 | 3.3 | 1.1 | .1  | 18.8 |
| 2012   | Atlanta  | 6   | 6  | 40.5 | .373 | .250 | .750 | 3.5 | 3.5 | 1.3 | .2  | 17.2 |
| 2013   | Brooklyn | 7   | 7  | 38.7 | .417 | .256 | .889 | 3.1 | 2.7 | 1.1 | .0  | 14.9 |
| 2014   | Brooklyn | 12  | 12 | 39.1 | .533 | .415 | .837 | 3.8 | 2.9 | .5  | .3  | 21.2 |
| 2015   | Brooklyn | 6   | 6  | 41.5 | .362 | .293 | .792 | 7.7 | 4.8 | 1.2 | .0  | 16.5 |
| 2016   | Miami    | 14  | 14 | 35.1 | .430 | .283 | .875 | 4.7 | 2.5 | .6  | .2  | 12.1 |
| 2017   | Utah     | 11  | 2  | 29.7 | .436 | .333 | .733 | 3.9 | 2.5 | .5  | .1  | 12.9 |
| 2018   | Houston  | 8   | 0  | 6.8  | .353 | .000 | –    | 1.3 | .4  | .0  | .1  | 1.5  |
| Career | Career   | 120 | 97 | 35.5 | .427 | .339 | .779 | 4.2 | 3.1 | .8  | .2  | 15.2 |

| any  | PPP  |
| ---- | ---- |
| 2002 | 7,5  |
| 2003 | 9,8  |
| 2004 | 16,7 |
| 2005 | 17,1 |
| 2006 | 20,2 |
| 2007 | 25,3 |

| any  | APP |
| ---- | --- |
| 2002 | 2,3 |
| 2003 | 2,6 |
| 2004 | 4,4 |
| 2005 | 3,5 |
| 2006 | 6,5 |
| 2007 | 4,4 |

| any  | RPP |
| ---- | --- |
| 2002 | 3,3 |
| 2003 | 3,2 |
| 2004 | 4,7 |
| 2005 | 5,1 |
| 2006 | 4,1 |
| 2007 | 4,1 |

## Vida personal
La mare de Johnson, Diane, era una antiga infermera de l'hospital psiquiàtric estatal. Va criar el seu únic fill sola a Little Rock, beneficiant-se de l'ajuda d'una família propera que incloïa la seva mare i els seus germans. El 2008 li van diagnosticar mieloma múltiple, un càncer rar i normalment incurable de cèl·lules plasmàtiques de medul·la òssia. Va morir el 2019.